# Bài hát

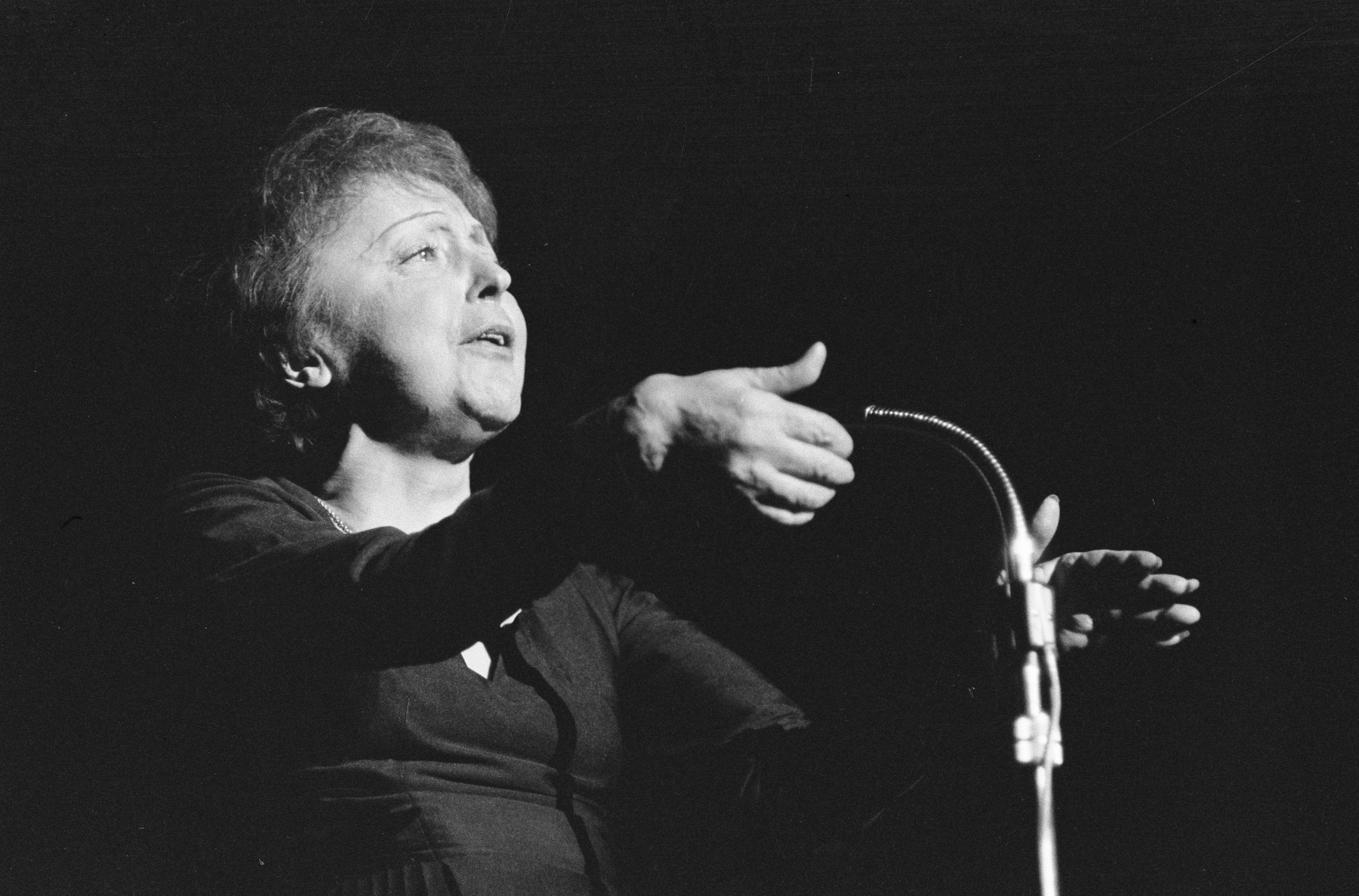
Édith Piaf (1962).

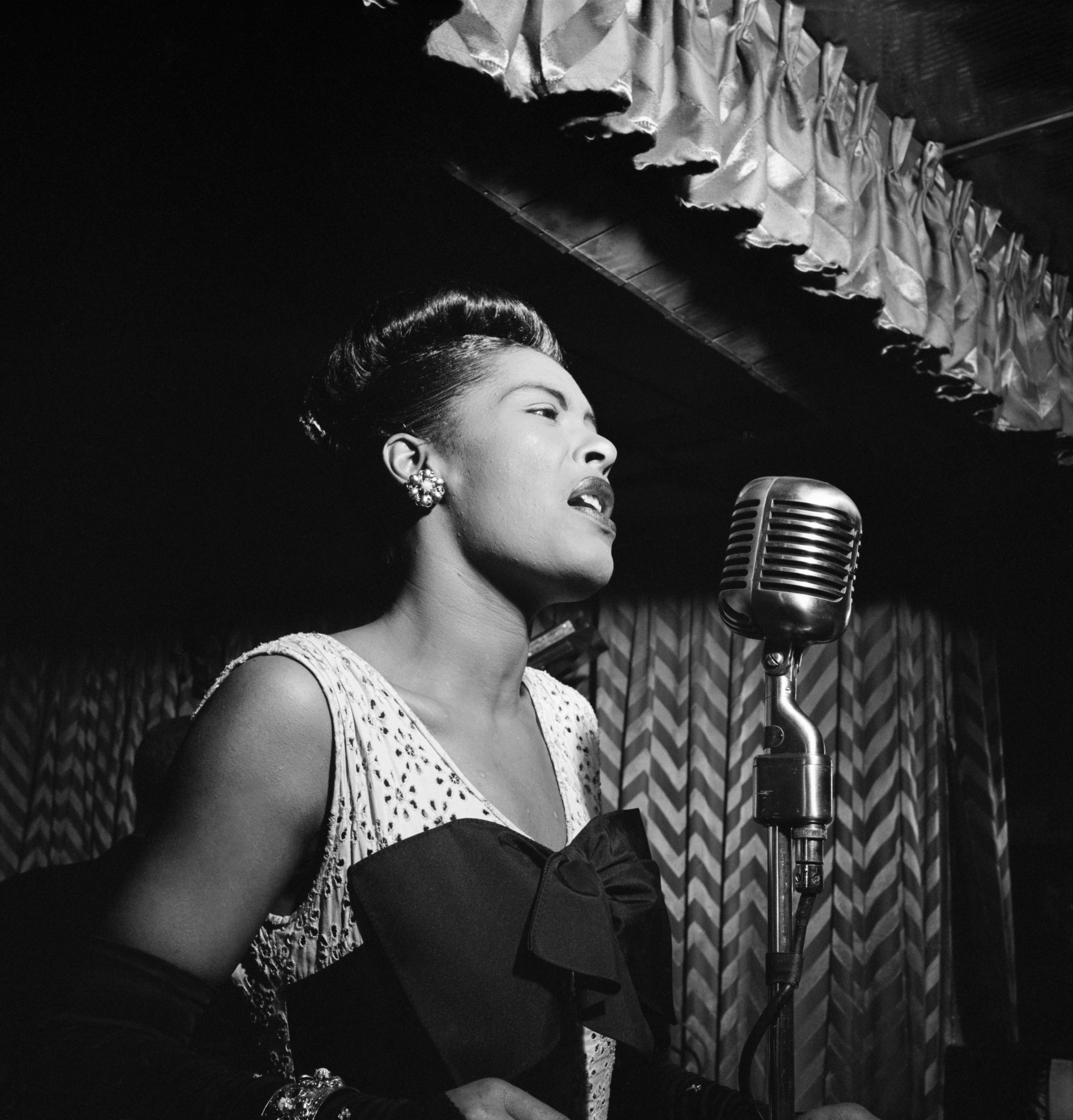
Ca sĩ và nhạc sĩ nhạc jazz người Mỹ Billie Holiday hát ở thành phố New York năm 1947

Bài hát (các từ đồng nghĩa trong tiếng Việt: bài ca, ca khúc hay khúc ca) là một sáng tác âm nhạc được trình bày bởi giọng người. Điều này thường được thực hiện ở các cao độ (giai điệu) riêng biệt và cố định bằng cách sử dụng các mẫu âm thanh và khoảng lặng. Các bài hát chứa nhiều hình thức khác nhau, chẳng hạn như những hình thức bao gồm sự lặp lại và biến thể của các phần nhạc.
Những từ được viết ra dành riêng cho âm nhạc hoặc âm nhạc được tạo ra đặc biệt, được gọi là lời bài hát. Nếu một bài thơ có từ trước được đặt thành nhạc sáng tác trong nhạc cổ điển thì đó là một bài hát nghệ thuật. Các bài hát được hát trên các cao độ lặp đi lặp lại mà không có đường nét và khuôn mẫu lên xuống khác biệt được gọi là vịnh xướng. Những bài hát được sáng tác theo phong cách đơn giản được học một cách thông thường "bằng tai" thường được gọi là dân ca. Các bài hát được sáng tác cho các ca sĩ chuyên nghiệp bán bản thu âm hoặc chương trình trực tiếp của họ ra thị trường đại chúng được gọi là bài hát đại chúng. Những bài hát này, có sức hấp dẫn rộng rãi, thường được sáng tác bởi các nhạc sĩ, nhà soạn nhạc và người viết lời chuyên nghiệp. Các bài hát nghệ thuật được sáng tác bởi các nhà soạn nhạc cổ điển được đào tạo để biểu diễn hòa nhạc hoặc biểu diễn độc tấu. Các bài hát được biểu diễn trực tiếp và ghi lại trên âm thanh hoặc video (hoặc, trong một số trường hợp, một bài hát có thể được biểu diễn trực tiếp và được ghi âm đồng thời). Các bài hát cũng có thể xuất hiện trong các vở kịch, sân khấu ca nhạc, chương trình sân khấu dưới bất kỳ hình thức nào và trong các vở opera, phim và chương trình truyền hình.
Một bài hát có thể dành cho cho một ca sĩ hát một mình, một ca sĩ chính các ca sĩ nền hỗ trợ, một bản song ca, tam tấu, hoặc quần thể lớn hơn sự tham gia của nhiều giọng hát theo các bè, mặc dù thuật ngữ này thường không được sử dụng cho các hình thức thanh nhạc cổ điển lớn bao gồm cả opera và oratorio, thay vào đó sử dụng các thuật ngữ như aria và recitative. Một bài hát có thể được hát mà không có nhạc cụ đệm (a cappella) hoặc có nhạc cụ đi kèm. Trong âm nhạc đại chúng, một ca sĩ có thể biểu diễn với một nghệ sĩ guitar acoustic, nghệ sĩ piano, organ, accordion hoặc một ban nhạc đệm. Trong nhạc jazz, một ca sĩ có thể biểu diễn với một nghệ sĩ piano duy nhất, hoặc với một tổ hợp nhỏ (chẳng hạn như tam tấu hoặc tứ tấu), hoặc với một ban nhạc lớn. Một ca sĩ cổ điển có thể biểu diễn với một nghệ sĩ piano duy nhất, một nhóm nhạc nhỏ hoặc một dàn nhạc. Trong nhạc jazz và blues, ca sĩ thường học các bài hát "bằng tai" và họ có thể ứng biến một số dòng giai điệu. Trong âm nhạc cổ điển, giai điệu được viết bởi các nhà soạn nhạc dưới dạng bản nhạc, vì vậy người hát phải học cách đọc nốt nhạc.
Các bài hát có nhiều hơn một giọng hát cho đến một phần hát bằng phức điệu hoặc hòa âm được coi là tác phẩm hợp xướng. Bài hát có thể được chia thành nhiều hình thức và loại khác nhau, tùy thuộc vào tiêu chí sử dụng. Thông qua việc mở rộng ngữ nghĩa, một nghĩa rộng hơn của từ "bài hát" có thể dùng để chỉ các nhạc cụ, chẳng hạn như các bản Bài hát không lời thế kỷ 19 của Mendelssohn dành cho piano độc tấu.

## Các thể loại

### Bài hát nghệ thuật
Các bài hát nghệ thuật là những bài hát được tạo ra để biểu diễn do các nghệ sĩ cổ điển, thường có piano hoặc nhạc cụ đệm khác thực hiện, mặc dù chúng có thể được hát solo. Các ca khúc nghệ thuật đòi hỏi kỹ thuật thanh nhạc cao, hiểu biết về ngôn ngữ, cách diễn đạt và chất thơ để diễn giải. Mặc dù những ca sĩ như vậy cũng có thể biểu diễn các bài hát dân ca hoặc bình dân trong các chương trình của họ, nhưng những đặc điểm này và việc sử dụng thơ là những gì phân biệt các bài hát nghệ thuật với các bài hát nổi tiếng. Các bài hát nghệ thuật là một truyền thống từ hầu hết các nước Châu Âu, và bây giờ là các nước khác có truyền thống âm nhạc cổ điển. Các cộng đồng nói tiếng Đức sử dụng thuật ngữ bài hát nghệ thuật ("Kunstlied") để phân biệt những tác phẩm được gọi là "nghiêm túc" với bài hát dân gian (Volkslied). Lời bài hát thường được viết bởi một nhà thơ hoặc người viết lời và phần âm nhạc riêng biệt của một nhà soạn nhạc. Các bài hát nghệ thuật có thể phức tạp hơn về mặt hình thức so với các bài hát nổi tiếng hoặc dân ca, mặc dù nhiều bài hát Lieder đầu tiên của Franz Schubert ở dạng strophic đơn giản. Phần đệm của các bài hát nghệ thuật châu Âu được coi là một phần quan trọng trong sáng tác. Một số bài hát nghệ thuật được tôn sùng đến mức chúng trở thành có tính nhận dạng cho một quốc gia.
Ca khúc nghệ thuật nổi lên từ truyền thống hát các bài tình ca lãng mạn, thường hướng đến một lý tưởng hay một con người tưởng tượng và từ những bài hát tôn giáo. Những người hát rong và hát bội ở châu Âu đã bắt đầu truyền thống được ghi chép lại về các bài hát lãng mạn, được các nghệ sĩ đàn bầu thời Elizabeth tiếp tục phát triển thêm. Một số bài hát nghệ thuật sớm nhất được tìm thấy trong âm nhạc của Henry Purcell. Truyền thống của sự lãng mạn, một bản tình ca với phần đệm chảy, thường là ba mét, đã đi vào opera vào thế kỷ 19 và từ đó lan rộng khắp châu Âu. Nó lan rộng thành âm nhạc đại chúng và trở thành một trong những nền tảng của các bài hát nổi tiếng. Trong khi một câu chuyện tình lãng mạn thường có phần đệm đơn giản, các bài hát nghệ thuật có xu hướng có phần đệm phức tạp, phức tạp để củng cố, tô điểm, minh họa hoặc tạo sự tương phản cho giọng hát. Đôi khi người biểu diễn đệm đàn phần giai điệu, trong khi giọng hát tập trung vào phần kịch tính hơn của bài.

### Dân ca
Dân ca là những bài hát có nguồn gốc vô danh (hoặc thuộc phạm vi công cộng) được truyền miệng. Chúng thường là một khía cạnh chính của bản sắc dân tộc hoặc văn hóa. Ca dao nghệ thuật thường tiếp cận trạng thái ca dao khi người ta quên mất tác giả là ai. Các bài hát dân gian cũng thường xuyên được truyền miệng (nghĩa là bản nhạc), đặc biệt là trong thời kỳ hiện đại. Các làn điệu dân ca tồn tại ở hầu hết các nền văn hóa. Thuật ngữ tiếng Đức Volkslied được đặt ra vào cuối thế kỷ 18, trong quá trình thu thập các bài hát cũ và viết bài mới. Các bài hát phổ biến cuối cùng có thể trở thành bài hát dân gian bằng cùng một quá trình tách rời khỏi nguồn gốc của nó. Theo định nghĩa, dân ca ít nhiều thuộc phạm vi công cộng, mặc dù có nhiều nghệ sĩ giải trí dân ca xuất bản và ghi lại tài liệu gốc có bản quyền. Truyền thống này cũng dẫn đến phong cách biểu diễn của ca sĩ-nhạc sĩ, nơi một nghệ sĩ viết thơ thú tội hoặc lời tuyên bố cá nhân và hát chúng theo nhạc, thường là với phần đệm guitar.
Có nhiều thể loại bài hát đại chúng, bao gồm các bài tình ca về tình yêu không được đáp lại, ballad, bài hát về những chủ đề mới xuất hiện, hợp ca, rock, blues và soul cũng như nhạc indie. Các thể loại thương mại khác bao gồm nhạc rap. Các bài hát dân gian bao gồm các bản ballad, các bài hát ru, bài hát tình yêu, bài hát than khóc, bài hát để múa, bài hát trong lao động, bài hát dùng trong nghi lễ và nhiều bài hát khác.

#### Bài hát thể thao
Bài hát thể thao là một bài hát dân gian ca ngợi việc săn cáo, đua ngựa, đánh bạc và các trò giải trí khác.
Mặc dù các bài hát về võ sĩ quyền anh và những con ngựa đua thành công rất phổ biến vào thế kỷ 19, nhưng rất ít bài hát được các ca sĩ hiện nay trình diễn. Đặc biệt việc săn cáo được coi là không đúng về mặt chính trị. Bài hát nổi tiếng nhất về một chú chó săn cáo, " D'ye ken John Peel " đã được đưa vào The National Song Book vào năm 1906 và bây giờ thường được nghe như một giai điệu diễu hành. AL Lloyd đã thu âm hai EP của các bản ballad thể thao; "Bold Sportsmen All" (1958) và "Gamblers and Sporting Blades (Song of the Ring and the Racecourse)" (1962). The High Level Ranters và Martin Wyndham-Read đã thu âm một album có tên "English Sporting Ballads" vào năm 1977. The Prospect Before Us (1976) của The Albion Dance Band chứa hai bài hát về săn bắn hiếm khi được nghe.

### Bài hát với sáo
Thuật ngữ bài hát với sáo được đặt cho một phong cách âm nhạc từ cuối thế kỷ 16 đến đầu thế kỷ 17, cuối thời kỳ Phục hưng đến đầu thời kỳ Baroque, chủ yếu ở Anh và Pháp. Các bài hát với sáo thường ở dạng strophic hoặc lặp lại câu với kết cấu đồng âm. Sáng tác được viết cho một giọng solo có nhạc đệm, thường là với sáo. Ngoài ra còn có các hình thức đệm khác như violon trầm hoặc các nhạc cụ dây khác, và cũng có thể được viết cho nhiều giọng hát hơn. Sáng tác có thể được biểu diễn solo hoặc với một nhóm nhạc cụ nhỏ.

## Một số hình thức bài hát
- Quốc ca
- Khúc aria (trong opera)
- Ballad
- Tụng ca
- Dân ca
- Bài hát ru
- Ca khúc phổ thông (nhạc pop)